# Bernard Lama
Bernard Lama (Tours, 7 april 1963) is een voormalig Franse (van Frans-Guyaanse origine) voetbaldoelman. Hij speelde onder andere voor Lille, FC Metz, Paris Saint-Germain en West Ham United. Met PSG won hij in 1994 het landskampioenschap, in 1993 en 1995 de Coupe de France en in 1996 de UEFA Cup. In 1994 werd hij door France Football verkozen als beste Franse speler van het jaar.
Lama maakte op 17 februari 1993 zijn debuut voor Franse nationale ploeg (4-0 winst tegen Israël), net als aanvaller Patrice Loko en middenvelder Paul Le Guen. Hij speelde 44 wedstrijden voor Frankrijk in de periode 1993-2000. Hij won met Frankrijk het WK 1998 en het EK 2000.
In 1997 werd hij voor vijf maanden geschorst, waarvan twee maanden voorwaardelijk, wegens het gebruik van doping. Hij werd in februari dat jaar, tijdens trainingen met de nationale ploeg voor de oefenwedstrijd tegen het Nederlands elftal, gecontroleerd op doping en betrapt op het gebruik van hasj.
Op 21 juli 2006 werd Lama aangesteld als bondscoach van Kenia. Na twee maanden al werd hij opgevolgd door Tom Olaba.

## Carrière
- 1982–1989: Lille OSC
- 1982–1983: SC Abbeville (huur)
- 1983–1984: Racing Besançon (huur)
- 1989–1990: FC Metz
- 1990–1991: Stade Brest
- 1991–1992: RC Lens
- 1992–1997: Paris Saint-Germain
- 1997–1998: West Ham United (huur)
- 1998–2000: Paris Saint-Germain
- 2000–2001: Rennes

## Erelijst
Paris Saint-Germain
- Division 1: 1993/94
- Coupe de France: 1992/93, 1994/95
- Europacup II: 1995/96
- Trophée des Champions: 1995

 Frankrijk
- Wereldkampioenschap voetbal: 1998
- Europees kampioenschap voetbal: 2000

Individueel
- France Football Beste Franse Speler: 1994

Onderscheidingen
- Ridder in het Franse Legioen van Eer: 1998